# Siège titulaire de Poetovium
 (janvier 2024).
Poetovium est le nom d'un siège titulaire de l'Église catholique romaine situé à Ptuj, qui se trouvait dans la province antique de Noricum. Il appartenait à la province ecclésiastique d'Aquilée.
| Évêques titulaires de Poetovium |                |                                                     |                 |               |
| Non.                            | Nom de famille | Bureau du gouvernement                              | depuis          | jusqu'à       |
| 1                               | Anton Stres CM | Évêque auxiliaire de Maribor ( Slovénie )           | 13. Mai 2000    | 7. avril 2006 |
| 2                               | Pavel Posad    | Évêque auxiliaire de Budweis ( République tchèque ) | 26 janvier 2008 |               |